# Predné vrchy
Predné vrchy jsou geomorfologický podcelek Turzovské vrchoviny. Nejvyšším vrchem podcelku je (671 m n. m.) vysoká Sagatka na severním okraji území.

## Vymezení
Zabírají východní část pohoří, severně od řeky Kysuce a města Čadca, mezi Olešnou a Podzávozem. Ze tří stran navazují na podcelky Turzovské vrchoviny - severně leží Kornická brázda, západně Zadné vrchy a jižním směrem Hornokysucké podolie. Východním směrem se za říčkou Čierňanka nachází Jablunkovské mezihoří.

## Doprava
Údolím Kysuce vedou významné komunikace, které zasahují toto území jen okrajově; Čadcou na sever do Česka a Polska vedou silniční (dálnice D3 a silnice I / 11) i železniční (trať do Ostravy i do Zwardoń) tahy. Z Čadce na Makov vede silnice II. třídy i železniční trať. Predné vrchy jsou charakteristické kopaničářským osídlením, proto zde existuje poměrně hustá síť cest.